# 丽江亚菊
丽江亚菊（学名：Ajania adenantha）是菊科亚菊属的植物，为中国的特有植物。分布在中国大陆的云南等地，生长于海拔3,000米至3,800米的地区，目前尚未由人工引种栽培。